# Raimo Pihl
Raimo Pihl (Lauri Raimo Pihl; * 28. Oktober 1949 in Suodenniemi, Sastamala) ist ein ehemaliger schwedischer Zehnkämpfer und Speerwerfer.
Im Zehnkampf brach er bei den Europameisterschaften 1974 in Rom den Wettkampf nach der siebten Disziplin und wurde bei den Olympischen Spielen 1976 in Montreal Vierter.
Bei den Europameisterschaften 1978 in Prag schied er im Speerwurf in der Qualifikation aus.
Viermal wurde er Schwedischer Meister im Speerwurf (1970, 1974, 1976, 1978) und je einmal im Zehnkampf (1976) und im Fünfkampf (1974). Für die Brigham Young University startend wurde er 1973 und 1975 NCAA-Meister.
Er ist mit der Hürdenläuferin Helena Pihl verheiratet.

## Persönliche Bestleistungen
- Speerwurf: 88,52 m, 26. Juni 1979, Västerås
- Zehnkampf: 8218 Punkte, 30. Juli 1976, Montreal (8217 Punkte n der aktuellen Wertung)